# Metopta japonica
Metopta japonica là một loài bướm đêm trong họ Erebidae.